# Artists United Against Apartheid
Artists United Against Apartheid var ett projekt av Little Steven (Steven Van Zandt) för att öka medvetandet bland stater och människor för apartheidproblemet i Sydafrika. Projektet samlade in pengar till The Africa Fund, en fond med uppgift att stödja politiska fångar och deras familjer i Sydafrika. Medverkande artister var bland annat Bob Dylan, Bruce Springsteen, Bono, Miles Davis, Ringo Starr, Lou Reed, Run DMC, Peter Gabriel, Afrika Bambaataa, Jackson Browne, Keith Richards och Ron Wood.
Sun City är en lyxresort med hotell och casinos i sydvästra Sydafrika. Utländska artister fick stora pengar för att komma dit och uppträda för vita under 1980-talet. Little Steven skrev under sin vistelse där protestsången Sun City. Uppmaningen var att bojkotta inte bara Sun City, utan hela Sydafrikas apartheidsystem.
Albumet Sun City gavs ut 7 december 1985.

## Låtlista
1. "Sun City" – Artists Against Apartheid med Zak Starkey och Ringo Starr - 7:26
2. "No More Apartheid" – Peter Gabriel och Lakshminarayana Shankar - 7:07
3. "Revolutionary Situation" - Rapartister från Artists Against Apartheid – 6:07
4. "Sun City (Version II)" – Artists Against Apartheid - 5:42
5. "Let Me See Your I.D." – Rap- och jazzartister från Artists Against Apartheid - 7:29
6. "The Struggle Continues" – Jazzartister från Artists Against Apartheid - 7:01
7. "Silver and Gold" – Bono med Keith Richards och Ron Wood - 4:41